# Quadro Plex
Quadro Plex是NVIDIA專業顯示核心Quadro產品線中的一個系列。首款產品於2006年8月發售。Quadro Plex系列定位於重度繪圖和視覺運算領域。產品由數個Quadro FX系列顯示卡組成，一般有桌上型與機架式兩種，分別對應工作站與伺服器。Quadro Plex可擴充視覺化功能，可實現在八台顯示器上提供高達36百萬畫素的顯示，類似於Quadro NVS系列。其擁有獨特的SLI Mosaic特性，能讓作業系統和任一專業應用程式透明地在多個顯示器上展開，毋需專用軟體或提升效能。

## 規格參考
- NVIDIA顯示核心列表

## 外部連結
1. ↑  .   [2010-08-10]. （原始内容存档于2007-12-13）.

- NVIDIA Quadro Plex 可擴充視覺化解決方案（页面存档备份，存于）（繁體中文）